# Henri III et sa cour
Henri III et sa cour est une pièce de théâtre d'Alexandre Dumas représentée pour la première fois à la Comédie-Française le 11 février 1829. Elle relate la vie et les intrigues à la cour du roi Henri III de France (1551-1589). L'action se déroule les dimanche et lundi 20 et 21 juillet 1578.

## Personnages
- Michelot : Henri III, roi de France
- Mlle Leverd : Catherine de Médicis, reine-mère
- Joanny : Henri de Lorraine, duc de Guise
- Mlle Mars : Catherine de Clèves, duchesse de Guise
- Firmin : Paul Estuert, comte de Saint-Mégrin (favori du roi)
- Marius : Nogaret de la Valette, baron d'Epernon (favori du roi)
- Samson : Anne d'Arques, vicomte de Joyeuse (favori du roi)
- Bouchet : Saint-Luc (favori du roi)
- Delafosse : Bussy d'Amboise, favori du duc d'Anjou
- Dumilatre : Balzac d'Entragues, plus souvent appelé Antraguet
- Saint-Aulaire : Come Ruggieri, astrologue
- Montigny : Saint-Paul, aide de camp du duc de Guise
- Mlle Despréaux : Arthur, page de madame la duchesse de Guise
- Albert : Brigard, boutiquier (ligueur)
- Armand-Dailly : Bussy-Leclerc, procureur (ligueur)
- Faure : La Chapelle-Marteau, maître des comptes (ligueur)
- Guiaud : Cruce (ligueur)
- Laisné : du Halde (ligueur)
- Georges :  domestique de Saint-Mégrin
- Mme Hervey : madame de Cossé (femme de madame la duchesse de Guise)
- Mlle Bourbier : Marie (femme de madame la duchesse de Guise)
- Mlle Delphine : un page d'Antraguet

## Résumé

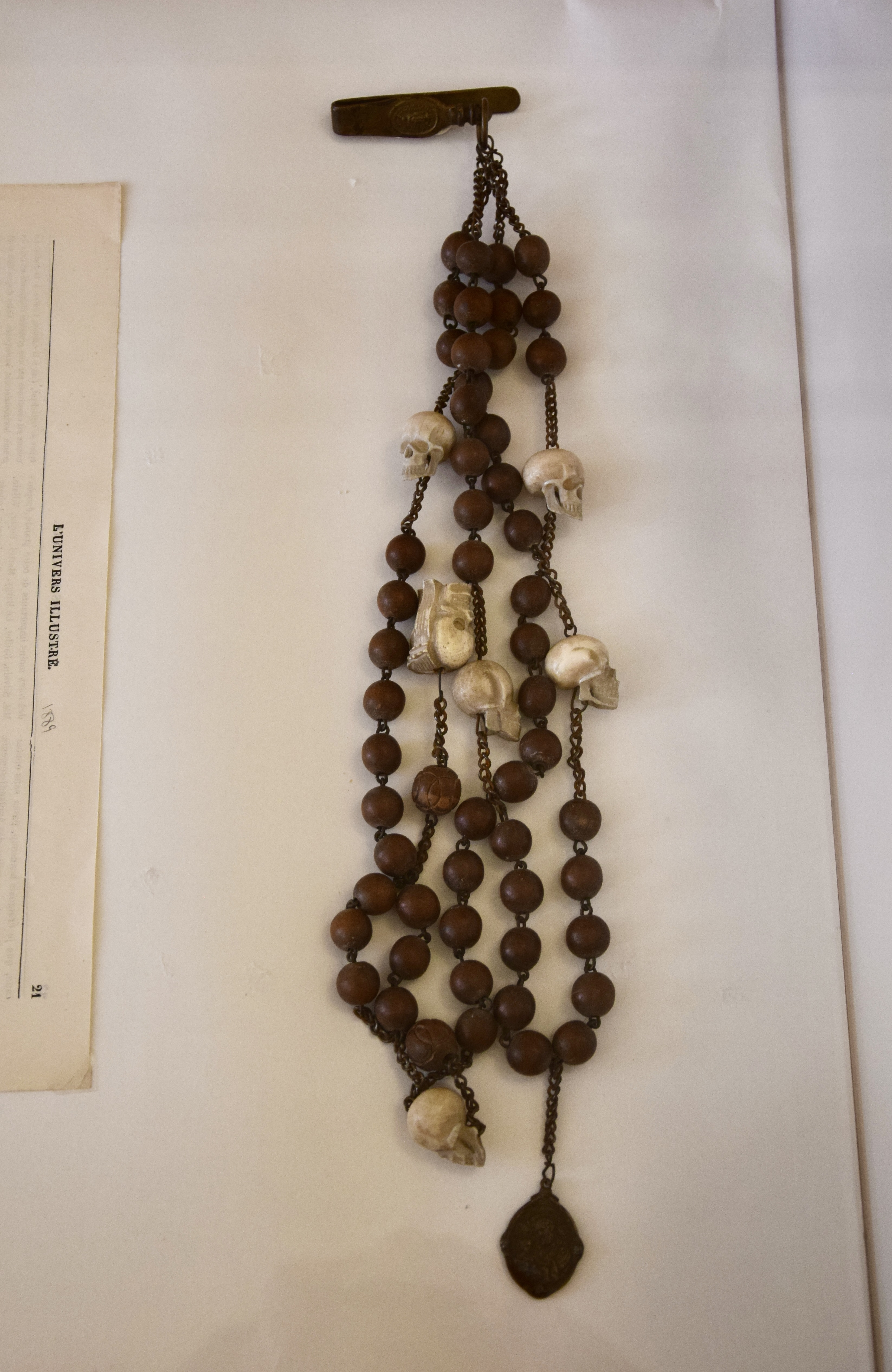
Chapelet utilisé pour le théâtre.

L'action se déroule à la cour d'Henri III. Catherine de Médicis, la mère du roi, profite de la faiblesse de celui-ci pour gouverner à sa place. Pour écarter du pouvoir deux de ses rivaux, le duc de Guise et le comte de Saint-Mégrin, elle va solliciter l'aide de Come Ruggieri, l'astrologue de la cour. Saint-Mégrin aime en secret, et sans le lui avoir confessé, la duchesse de Guise : ayant drogué celle-ci, Ruggieri organise une rencontre entre les amants, qui se confessent leur amour réciproque, mais sont surpris par l'arrivée intempestive du duc de Guise. Résolu à se venger, celui-ci force la duchesse à écrire à Saint-Mégrin pour l'attirer dans un piège : venu retrouver la duchesse au cours de la nuit, il est assassiné.

## Reprise de 1961
Pierre Bertin la mit en scène au Théâtre de l'Athénée et la première eut lieu le 7 octobre 1961.
- Mise en scène : Pierre Bertin
- Auteur : Alexandre Dumas
- Scénographie et costumes : Roger Harth
- Personnages et interprètes :
  - Guy Moign
  - Nicole Vassel
  - Jean Weber : Henri III
  - Anne Carrère : Catherine de Clèves, duchesse de Guise
  - Bernard Woringer : le duc de Guise
  - Madeleine Clervanne : Catherine de Médicis
  - Robert Etcheverry : le comte de Saint-Mégrin